# L'Ordre des médecins
Pour plus de détails, voir Fiche technique et Distribution.
L'Ordre des médecins est un film dramatique français réalisé par David Roux et sorti en 2018.

## Synopsis
Simon, pneumologue hospitalier de 40 ans, voit son rôle de médecin mis en question par le cancer en phase terminale de sa mère qui le confronte à son impuissance. Le praticien efficace et froid du début gagne alors en humanité : le cheminement récurrent de Simon dans les couloirs se présente comme une image mentale de ce parcours intérieur. 
Le personnage du film interprété par Jérémie Rénier prend en partie appui sur la figure du frère du réalisateur, lui aussi médecin dans un service de soins intensifs, et David Roux revendique la justesse de la reconstitution du milieu hospitalier qui sert de socle à la fiction, celle-ci dépassant largement ce cadre : « J’ai l’impression aujourd’hui que plus qu’un film sur l’hôpital, ‘’L’Ordre des médecins’’ est devenu un film sur la famille », affirme le cinéaste dans le dossier de presse.
De façon marginale mais importante et s’appuyant là encore sur des aspects autobiographiques touchant sa propre mère, le cinéaste introduit une perspective particulière en plaçant la mort du personnage interprété par Marthe Keller dans un contexte de judéité : attachée à ses racines yiddish, elle affirme la célébration de la vie comme un devoir moral envers ceux de sa famille dont le destin a été fauché lors de la shoah. David Roux souligne qu’ « Elle a cette force de caractère incroyable qui lui permet d’admettre que la mort fait totalement partie de l’existence. Et cela sans aucune dimension religieuse. » 
Le réalisateur explique par ailleurs que  « Le titre ne fait pas référence à l’organisme disciplinaire, mais […] à une dimension presque religieuse dans ce métier ». Il voit des analogies entre le serment d’Hippocrate des médecins et les vœux religieux prononcés à l’entrée dans les ordres mais aussi dans les confrontations entre la foi et l’impuissance face au mal auxquelles la vie peut conduire le prêtre comme le médecin.

## Fiche technique
- Titre : L'Ordre des médecins
- Réalisation : David Roux
- Scénario : David Roux et Julie Peyr
- Photographie : Augustin Barbaroux
- Montage : Benjamin Favreul
- Musique : Jonathan Fitoussi[3]
- Décors : Chloé Cambournac
- Costumes : Sophie Bégon
- Producteur : Candice Zaccagnino et Olivier Aknin
- Production : Eliane/Antoinette et Reboot Films
  - Coproduction : Panache Productions, Be TV, Voo et La Compagnie Cinématographique
  - SOFICA : Cinéventure 3
- Société de distribution : Pyramide Distribution
- Pays de production :  France et  Belgique
- Genre : drame
- Durée : 93 minutes
- Dates de sortie :
  - Suisse : 2 août 2018 (Locarno)
  - France : 4 octobre 2018 (Saint-Jean-de-Luz) ; 23 janvier 2019 (en salles)

## Distribution
- Jérémie Renier : Simon
- Marthe Keller : Mathilde
- Zita Hanrot : Agathe
- Maud Wyler : Julia
- Alain Libolt : Sylvain
- Frédéric Épaud : Fred
- Jeanne Rosa : Gladys
- Jisca Kalvanda : Caroline
- Catherine Ferran : Professeur Renée Chagnon
- Jérôme Kircher : M. Hamon
- Bernadette Le Saché : Rose
- Sébastien Pouderoux : Dr Feterman
- Rémy Roubakha : M. Cherkaoui
- Bouraouïa Marzouk : Mme Cherkaoui
- Guilaine Londez : Dr Eva Jeantet
- Julie-Anne Roth : l'urgentiste
- Maïmouna Gueye : une infirmière en réanimation
- Laetitia de Fombelle : la radiologue

## Accueil

### Critiques
La majorité des critiques de la presse est positive, avec une note moyenne de 3.7 sur AlloCiné.
Première écrit que le réalisateur « un récit intime bouleversant sans jamais verser dans le chantage affectif ». Télérama le qualifie de « premier film remarquable et original sur le monde hospitalier ».